# Shu-Ilishu
Šu-Ilišu was ca. 1984-1975 v.Chr. koning van Isin.
Hij stelde zich voornamelijk tevreden met het onderhouden en versterken van de muren van zijn stad.
Hij was de zoon van Ishbi-Irra die de verwoeste hoofdstad Ur weer ingenomen had. Shu-ilishu begon de herstelwerkzaamheden aldaar die onder zijn opvolgers voortgezet werden. Het is waarschijnlijk in zijn dagen dat het Klaaglied van Ur geschreven is. Dit bestaat uit een er, een klaagzang, en een ershemma, een tamboerijn-klaagzang. Het is een lang lied waarvan gedacht wordt dat het in de puinhopen van de tempel van Nanna bij maanlicht uitgevoerd werd omdat de er gezongen wordt door Nanna's echtgenote, de maangodin Ningal.
Dankzij een kleitablet dat het jaar daarvoor op de Tablettenheuvel van Nippur gevonden was, kon Francis Rue Steele in 1951 alle tien de jaarnamen van deze koning reconstrueren. Het tablet is van economische aard maar noemt veel jaarnamen als dateringen. Niet alle jaarnamen zijn geheel volledig en zij verwijzen voornamelijk naar de vrome bouwprojecten van de koning.